# Psicoteràpia integradora humanista
La psicoteràpia integradora humanista és un model nou de psicoteràpia d'orientació existencial-humanista, la creació del qual anà a càrrec d'Ana Gimeno-Bayón i Ramón Rosal, doctors en Psicologia, fundadors i directors de l'Institut Erich Fromm de Barcelona, i que es va iniciar el 1980 i es va anar perfeccionant en anys successius. S'entén que un model de psicoteràpia ha d'implicar uns principis epistemològics i antropologicofilosòfics, unes teories sobre personalitat i dels processos (sensorials, afectius, cognitius, etc.), sobre metes de la teràpia, requisits de la relació terapèutica, procediments d'intervenció, etc.

## Integració teòrica i/o tècnica de més de 20 models psicoterapèutics

### Marcs de referència metateòrics: epistemològics i antropologicofilosòfics
La Psicoteràpia Integradora Humanista és epistemològicament constructivista, és a dir, parteix de la concepció de l'existència d'una realitat externa aliena a la pròpia consciència -és a dir, objectiva, en aquest sentit- el coneixement de la qual no es dona de forma directa, sinó a través de la mediació de la pròpia subjectivitat, de manera que fins i tot les formes més simples de contacte amb la realitat, les sensacions, ja són percebudes impregnades de subjectivitat:
Per això la realitat és susceptible de diferents interpretacions, sense que es pugui atribuir a una d'elles la capacitat per captar la totalitat objectiva de la realitat.
Comparteix, llavors, aquesta afirmació genèrica tant amb la Psicologia dels Constructes Personals de Kelly com amb l'Anàlisi Transaccional, la Psicoteràpia de la Gestalt, el Focusing, determinats enfocaments existencials i, en general, els enfocaments no directius, que participen d'aquesta concepció de la dimensió subjectiva del coneixement i estan atents, des del punt de vista clínic, que el pacient (o client) aconsegueixi un sistema intern coherent i significatiu per a ell, més que a imposar-li una determinada visió de la realitat o uns continguts pretesament objectius.
Concep la realitat de forma sistèmica, aspecte que comparteix amb els diferents enfocaments de l'orientació humanista-experiencial i amb la Teràpia Familiar Sistèmica. És a dir, suposa l'ésser humà, tal com Von Bertalanffy va formular (Von Bertalanffy, 1968), com un sistema -entenent com a tal un conjunt d'elements connectats entre si de tal manera que la variació d'un d'ells varia el conjunt- inserit al si de sistemes més amplis (la família, per exemple) i al seu torn aquests sistemes dins d'altres de més vastos (com podria ser una cultura concreta). La persona s'entén també com a integrada per diferents subsistemes (cognitiu, corporal, afectiu, interaccional, pràxic, entre altres) que formen una realitat.
Entén l'ésser humà com a parcialment lliure, és a dir, que no és merament reactiu a uns estímuls concrets i -dins els condicionaments a què, sens dubte, està sotmès- manté un marge de llibertat d'elecció del qual és responsable i pel qual es constitueix en subjecte agent. Dins d'aquesta afirmació s'hi inclou que, tot i considerar l'ésser humà com un organisme, no és organicista a la manera de Perls, Rogers i Lowen, que confien en la bondat espontània del procés organísmic de l'ésser humà, i alhora menystenen les instàncies culturals i històriques en què el procés es desenvolupa, o els atribueixen un paper patogenètic.
La psicoteràpia integradora humanista concedeix una gran importància al projecte vital de la persona i a la recerca de sentit, coincidint així amb l'enfocament existencial, i assumint les línies bàsiques del pensament de May (1953, 1967, 1981b) i Frankl (1977, 1982, 1987). Actualitzant, d'acord amb Rychlak, la classificació aristotèlica de les quatre causes, i no limitant-se -com ha estat força freqüent en investigar les causes de les conductes psicopatològiques i dels canvis terapèutics- a les causes “material” i “eficient”, concedeix rellevància a les causes “formal” i, en especial, a la causa “final”.
L'èmfasi concedit a aquesta última causa ho aproxima a algunes teories i aportacions d'Adler i es reflecteix, en el pla psicoterapèutic, en la importància que atorga a la que l'Anàlisi Transaccional denomina “anàlisi del guió vital”, incloent dins els objectius globals de la psicoteràpia -si és harmònica amb la demanda del pacient o client- la possibilitat de substituir un projecte construït de manera rígida (que pròpiament és el “guió”) o l'absència de projecte (absència de guió, o guió d'“anar fent” en termes analiticotransaccionals) per un projecte flexible elegit des de la llibertat i la lucidesa de què en aquest moment de la seva vida és capaç (sortir del guió, o guió de triomfador).
Sobre la rellevància donada a la “causa formal”, es manifesta en la pràctica terapèutica a partir de la concepció d'un model basat, primer que res, en una anàlisi del procés (o “forma”), que el subjecte desenvolupa per aconseguir aquells objectius, a semblança de la perspectiva de la Psicoteràpia de la Gestalt, la Psicologia dels Constructes Personals de Kelly i la Psicoteràpia Postrogeriana d'Egan.
S'interessa de manera especial pels temes específicament humans, interès que comparteix amb els iniciadors del Moviment de la Psicologia Humanista per temes que diferencien la nostra espècie animal de les altres (amor, creativitat, metamotivacions, o recerca de sentit, per exemple).

#### Algunes teories sobre personalitat i motivacions integrades en el nostre model
Sobre aquestes, la Psicoteràpia Integradora Humanista admet la presència de processos no conscients en el comportament humà, si bé es distancia de la Psicoanàlisi en la concepció de l'inconscient com una mena de dipòsit de continguts concrets, especialment de temàtica sexual, reprimits pel seu caràcter socialment destructiu. La concepció dels processos no conscients assumeix, al contrari, les posicions de l'Anàlisi Transaccional de Berne i de la Psicoteràpia de la Gestalt de Perls, que ho consideren més en termes formals que de continguts i no li atribueixen un caràcter caòtic ni destructiu, necessàriament, ni tan rígidament separat de les instàncies conscients.
És psicodinàmic, ja que assenyala la importància de la motivació en el comportament humà, i en aquest sentit coincideix amb l'enfocament psicoanalític freudià, però es distancia del mateix -s'acosta més a l'adlerià-, coincidint amb els pressupostos de l'Anàlisi Transaccional, la Psicologia dels Constructes Personals i la Psicoteràpia de la Gestalt -entre d'altres- a subratllar la rellevància del caràcter teleològic del dit comportament i concebent les motivacions no com a pulsions energètiques, sinó com a aspiracions que estimulen l'ésser humà cap a uns determinats èxits.
Accepta la variabilitat de les motivacions, és a dir, suposa que la persona amplia interessos i motivacions que no són necessàriament les diferents disfresses d'una o dues pulsions originàries. En aquest punt se segueix a Allport, discrepant de Freud i d'Adler, entre d'altres.
Accepta també la distinció entre motivacions i metamotivacions proposada per Maslow (1954, 1971, 1980), o, dit amb la terminologia de Lersch (1966), que més enllà de les tendències de la vitalitat i del jo individual l'ésser humà disposa de genuïnes tendències transitives que no són coincidents amb sublimació d'altres tendències, sinó que tenen una entitat pròpia.
Considera que els valors ètics constitueixen un nucli important de la personalitat i que entorn d'ells s'aglutina el sentit d'identitat i faciliten l'evolució personal cap a l'autonomia (Rosal, 1987; 2003; 2012; Rosal i Gimeno-Bayón, 2011).
Considera la unicitat de cada ésser humà i el caràcter original de cada individu, si bé entén que -en la línia de Millon i Everly (1985)- es donen patrons consistents de personalitat (generalment patrons mixtos), encara que aquests patrons, per si mateixos, no poden considerar-se sans o insans, ja que no hi ha un model únic de personalitat a imposar o suggerir, sinó que és l'exercici flexible o rígid dels mateixos en relació amb les situacions, el que determina el grau de salut mental.

#### Algunes teories sobre psicoteràpia integrades en el model de Psicoteràpia Integradora Humanista
Els més destacats d'aquests principis són:
És un model integrador, ja que considera que no existeix en l'actualitat un model de psicoteràpia que sigui vàlid per a totes les persones, problemes i circumstàncies, i per això se sent cridat a mantenir-se receptiu i dialogant a les aportacions que des d'altres models o paradigmes poguessin ser integrades en forma coherent i que poguessin fer més efectiu el tractament.
És holista en relació amb la persona i els sistemes en què participa, és a dir, s'ocupa de la globalitat i considera que cal treballar conjuntament i integradament en els diferents subsistemes de l'individu, elaborant qualsevol dels treballs realitzats en un determinat nivell d'intervenció dins l'experiència del subjecte considerada com un tot global.
L'objectiu de la psicoteràpia ve donat per la demanda del client, més que pel que assenyali un model concret, si bé cal tenir en compte que aquesta demanda no sempre es farà de forma explícita i que pot ser redefinida al llarg de procés i obrir-se a nivells més supraordenats o més simptomàtics.
Integra la visió del procés psicoterapèutic com un procés de solució de problemes, tal com ho havien fet Prochaska (1984) i Prochaska i DiClemente (1982), entre d'altres, si bé l'esquema global en què es recolza com a visió del conjunt del procés és el del postrogerià Gerard Egan (1986), per considerar-lo summament concret i operatiu, alhora que concorde i coherent amb els principis teòrics i metateòrics del model.
Emfatitza la importància del vincle terapèutic, i proposa l'adopció per part del terapeuta de les actituds rogerianes d'acceptació incondicional positiva cap al client, empatia i autenticitat (Rogers 1957), no sols a títol d'exigències ètiques que emmarquin la relació, sinó com indispensables perquè pugui sorgir una aliança efectiva (Lafferty, Beutler i Crago, 1990). No obstant això, no considera que aquestes tres actituds bàsiques siguin suficients per a aquesta implicació per part del pacient o client.
Alhora, entén que la vinculació terapèutica ha d'estar atenta, en forma idiosincràtica, a les pertorbacions en el vincle que presenta la persona, a les hipotètiques causes de les mateixes, i a proporcionar-li unes experiències globals diferents d'aquelles que van contribuir a la creació de la pertorbació.
Exigeix al terapeuta un paper actiu que, alhora que escolta empàticament el client, interacciona amb ell fent-li propostes d'exploració concretes, separant-se en això de la no-directivitat de l'enfocament rogerià.
És experiencial, és a dir, basa prioritàriament l'efectivitat del canvi terapèutic en el fet de proporcionar al client, al llarg de les sessions terapèutiques, experiències en el “aquí i ara” que posin en relleu la inconsistència o disfuncionalitat dels seus patrons de comportament i facilitin la troballa d'altres nous més funcionals.
Concedeix una importància rellevant al paper de les funcions dependents de l'hemisferi dret, considerant que les emocions, el comportament no verbal i la intuïció són elements potents a l'hora d'oferir un enfocament de la realitat diferent de l'habitual en la nostra cultura, i permet al pacient enriquir-se amb la coherència d'aquests fenòmens, i la saviesa implícita dels mateixos.
Ressalta la importància dels esdeveniments de canvi, que van dirigits a superar els bloquejos, dispersions o distorsions repetitius respecte al procés del fluir vital de la persona.
És tecnològicament pluralista i eclèctic, remetent-nos en aquest punt al que se ha explicitat anteriorment.
Considera que la utilització simultània de diversos models no suposa, per força, un tractament fragmentat de l'ésser humà. Tampoc pensa per això que es tracti d'un eclecticisme no compromès que no s'atreveix a optar per un model concret. Pensa que aquesta multiplicitat de models pot ser una font d'enriquiment per a la comprensió de l'inabastable misteri d'alló humà i que cadascun d'ells ha seleccionat uns determinats aspectes del mateix a fi de donar una estructura econòmica i operativa al seu treball terapèutic.
I no té lloc la fragmentació o falta de compromís, quan es posen en pràctica al si del seu meta-model, la Teoria General dels Sistemes de Bertalanffy, com, així mateix, les perspectives holista, existencial, i constructivista.

### El procés del fluir vital, o cicle de l'Experiència: Identificació i tractament dels problemes que apareixen

#### La demanda terapéutica
Demanant iniciar un procés de psicoteràpia arriba una persona concreta, que es troba en un determinat moment de la seva vida. Té trets comuns amb altres persones, però així, tal com és ella, només hi ha aquest exemplar. És única també en la seva cosmovisió, el seu sistema de resoldre els problemes, la seva manera de fracassar, la seva forma de percebre i d'afectar-se, i és únic el seu cos.
Aquesta persona específica, arriba amb la seva pròpia personalitat, entesa com a sistema d'organització intrapsíquic (Allport, 1963; Bertalanffy, 1968) i d'interacció enfront del món. I ve amb els seus problemes a la recerca (en el millor dels casos) d'ajuda professional per ser més feliç, més lliure, més coherent, més autèntica, més eficaç en la recerca o consecució del seu projecte vital.
En la gairebé totalitat de les ocasions aquest ésser humà que demana teràpia està fracassant, de manera preocupant per a ella, en algun moment del procés del seu fluir vital. Hi ha un punt o àrea en què queda detingut. Bàsicament es distingeix entre els que venen a consultar o bé la paralització o el fracàs generalitzat de totes les àrees en un determinat aspecte del procés de resolució de problemes, o bé la persona amb un funcionament satisfactori en gairebé totes o moltes àrees vitals, però que en una o diverses se li plantegen problemes que no pot resoldre per si mateixa, perquè el tipus de procés vital que en els altres és funcional i integrador aquí es paralitza o distorsiona.
La majoria de les vegades es tracta amb ambdós tipus de plantejaments entremesclats, o amb un malestar difús i sense concretar. I probablement el malestar i els conflictes tinguin a veure amb un dels dos grans temes amb què es troben en teràpia, que en una simplificació esquemàtica es denomina:
- El problema de com separar-se intrapsíquicamente en forma amorosa (o almenys respectuosa) de les seves figures parentals, problema que ha estat sobretot el centre de mira del paradigma psicoanalític i respecte a ell ha elaborat la majoria de les seves estratègies. Dins d'això, i com a representant de l'escola sociològica,destaca Karen Horney (1950), pel seu caràcter d'integrant del grup d'autors que van constituir una important font d'inspiració per a Maslow i altres iniciadors del moviment de la Psicologia Humanista. També aquest problema ocupa un lloc rellevant en psicoteràpies enquadrades en la Psicologia Humanista, tal com l'Anàlisi Transaccional o la Bioenergètica.
- El problema de com trobar-li sentit a la vida, tema que ha estat contemplat preferentment per diversos models de psicoteràpia existencial com l'Anàlisi Existencial de Binswanger, la Logoteràpia de Viktor Frankl, la Psicoteràpia Existencial de Rollo May, l'Anàlisi Transaccional de Berne, i el moviment de la Psicologia Transpersonal que ha experimentat un auge important des dels anys 70.

Els problemes que el client aporta com a fracassos en el seu sistema de personalitat (i d'aquí la demanda de canvi) són productes d'una història que li dona una visió limitada de les alternatives disponibles per construir la seva visió global i la seva manera d'interactuar el forma coherent. Tal com George Kelly afirma (1955), sempre són possibles formes alternatives de construir la realitat.
El fet que les limitacions del model de construcció d'aquesta que el client aporta sigui fruit d'una història, significa també que comporta un conjunt organitzat d'expectatives que tendeixen a confirmar la seva experiència limitadora anterior i que en definitiva la seva percepció frustrant té com a aval una sèrie d'esdeveniments biogràfics que van permetre la gestació d'aquest model.
Significa, per tant, que, o bé la història terapèutica serà clarament discrepant de la viscuda anteriorment (i per tant permetrà més alternatives en forma clara) o serà assumida com a confirmació del propi model limitador. 

#### La psicoteràpia com a canvi creatiu en el cicle del fluir vital
Així doncs, a l'inici del procés apareix una persona amb les seves necessitats, desitjos, informació, història i expectatives i també amb el caràcter d'organisme obert, susceptible de canvi, amb capacitat de desestructurar i reestructurar la seva informació, d'utilitzar la discrepància de les noves experiències respecte al sistema anterior, per enriquir-se i establir percepcions més complexes i integradores. I aquesta persona es presenta amb un problema que no pot resoldre per si sola.
Precisament consistirà la psicoteràpia, dins la línia experiencial que caracteritza a la Psicologia Humanista, a proposar al client noves experiències entorn de la solució creativa dels problemes que li impedeixen que el seu fluir vital sigui eficaç per a la consecució dels seus objectius.
Són molts els models que s'han proposat per a la solució creativa de problemes. I es parla de “creativa” perquè quan el client ve a la teràpia ja ha assajat algunes solucions que no li han donat resultat, i necessita trobar-ne una altra diferent.
Si es para atenció en les diferents aportacions realitzades entorn de la solució de problemes, es poden veure propostes variades, tant si es tracta de problemes extraterapèutics com si s'emmarquen en la terapia.
I es pot veure que, malgrat les diferències i de venir d'àmbits tan diversos, totes elles coincideixen en l'existència d'un determinat procés que s'ha de seguir, independentment del contingut del problema. El flux d'aquest procés en forma funcional i l'encadenament de fases diferenciades seguint -si bé no en forma rígida- un determinat ordre, és requisit imprescindible per a la solució de problemes.
És per això pel qual la mirada està sempre atenta als models i metodologies centrades en el procés (en la “causa formal” aristotèlica). Un avantatge important d'ells és que faciliten, en major grau que altres, el respecte als continguts del client, per quant la intervenció se centra sobre l'estructura del seu sistema de solució, no sobre els continguts de la mateixa.
Per això s'ha elaborat un model basat en el procés, inspirat en la Psicoteràpia de la Gestalt, l'esquema de la qual és el que ha servit de referència bàsica per elaborar aquest, i tenint també gran afinitat amb els processos que recullen la Psicologia dels Constructes Personals de Kelly (1955), i el model postrogerià d'Egan (1975). Es comparteix amb ells, en relació amb aquest tema, el destacar la rellevància de l'estudi de l'aspecte processal en la vida de cada subjecte i de les seves manifestacions en el micro-procesos que es poden produir en les sessions terapèutiques, especialment quan donen lloc a la producció de canvis creatius intrasessió i intersessió; o, al contrari, de les seves manifestacions en els moments en què pot identificar-se una interrupció en el fluir vital de cada persona, aspecte en què centra l'atenció especialment la Psicoteràpia de la Gestalt.
Es comparteix també amb aquests dos models la concepció de la psicoteràpia prioritàriament com un canvi creatiu que afecta l'estructura del sistema de solució de problemes del client en l'àrea respecte a la qual planteja la demanda.
Centrant-se en les afinitats i diferències del model amb la Psicoteràpia de la Gestalt, que, com s'ha assenyalat, constitueix la referència bàsica quant al disseny del procés experiencial, cal fer primer un ràpid cop d'ull per veure com concep aquesta el cicle de satisfacció de necessitats.
El concepte de “consciència” integra en aquest model les fases que en el PIH s'han denominat identificació cognitiva i identificació afectiva. L'especificació pel PIH -a diferència de l'escola de Perls- de les fases de valoració, planificació i decisió, mostra el distanciament respecte a l'optimisme organísmic accentuat en aquella.
Seguint amb la Psicoteràpia Gestalt, si bé es coincideix amb ella a entendre el procés terapèutic com a observació de les interrupcions i aprenentatge de com salvar-les (Perls, 1973), mentre l'enfocament gestàltic se centra en les autointerrupcions, el  model PIH també es planteja l'observació de les interrupcions procedents del medi extern al subjecte i com integrar-les dins el conjunt de la personalitat i del sistema social del mateix. Aquestes diferències poden fàcilment explicar-se per l'accent individualista i més centrat en la fase consciència-emoció del model de Perls que, en congruència amb el seu optimisme organísmic, descuida bastant els aspectes valoratius, cognitius i socials.
La configuració del cicle del fluir vital en el model PIH, en tant que continuum en el qual es poden assenyalar unitats discretes que es van succeint les unes a les altres, incidint la qualitat de la realització de cadascuna d'elles en la del procés posterior, de manera que si s'entén el fluir vital com un procés en què es poden plantejar frustracions o conflictes evitables, la resolució del procés en forma satisfactòria i integradora dependrà que hi hagi hagut una qualitat en les seves fases i un fluir d'una a una altra sense distorsions, dispersions ni bloquejos. Naturalment, en la persona estan coincidint multitud de processos simultàniament, que cadascun d'ells està incidint en els altres i que bona part d'aquests processos són inconscients. L'elecció aquí d'un procés aïllat es fa a fi de facilitar la seva anàlisi i tractament. Les tretze etapes en què es descomponen els efectes didàctics són:
1. Receptivitat sensorial
2. Filtració de sensacions
3. Identificació cognitiva
4. Identificació afectiva
5. Valoració
6. Decisió implicadora
7. Mobilització de recursos
8. Planificació
9. Execució de l'acció
10. Trobada
11. Consumació
12. Relaxament
13. Relaxació

El cicle que es proposa es fa així més complex, tant per identificar un nombre més gran de fases com per introduir, en cadascuna d'elles, una diferenciació quant a la seva possibilitat de pertorbació per tres tipus de fenòmens diferents: bloqueig, dispersió o distorsió (utilitzant una terminologia presa de Cencillo), per significar que la seqüència disfuncional en el cicle es produeix o bé perquè paralitza la seva continuïtat, en el cas del bloqueig, o bé perquè es produeix una distorsió que el perverteix, en el cas de la distorsió, o bé perquè s'hi dona una dispersió que compromet la seva eficàcia.
Utilitzant de forma simultània la distinció didàctica del procés en tretze fases, i tenint en compte que en cadascuna d'ella es poden produir bloquejos, distorsions o dispersió, s'han arribat a distingir més de cent problemes, i s'han elaborat respecte a ells elements d'observació, algunes hipòtesis sobre el seu origen, la seva correlació amb el diagnòstic convencional, i algunes pautes per al seu tractament concret.
Per posar un exemple, es pot citar com a problemes propis de la fase d'identificació afectiva:
- Com a bloquejos:
  - Presència d'emocions prohibides
- Com a dispersions:
  - Conflicte entre distintes emocions
- Com a distorsions:
  - Falsa identificació per confusió sinestèsica
  - Falsa identificació per projecció en el present d'una situació passada
  - Descontrol emocional
  - Aprenentatge distorsionat de la vivència emocional
  - Desplaçament de l'energia afectiva cap a altres nivells de la personalitat
  - Distorsió com a conseqüència d'una falsa identificació cognitiva

O, per exemple, si es miren els problemes detectats en la fase de valoració:
- Com a bloquejos:
  - Frigidesa valorativa
  - Fòbia al compromís amb valors
  - Submissió a la pressió de grups amorals
  - Autoprohibició del sentiment de culpa sana
  - Heteronomia
  - Dogmatisme ètic
- Com a dispersions:
  - Relativisme ètic
  - Dificultat en a jerarquització de valors
  - Conflicte de valors estroncat
  - Consciència immadura
  - Consciència distorsionada
  - Fragmentació valorativa
  - Sentiment paràsit de culpa
  - Inestabilitat valorativa
- Com a distorsions
  - Valoració invertida
  - Arbitrarietat valorativa
  - Valoració per confluència o rebel·lió afectiva
  - Prejudici moral (introjecció valorativa)
  - Reduccionisme valoratiu

## Els criteris de solució
El que s'ha pretès en el model de la Psicoteràpia Integradora Humanista és articular les riqueses dels models compatibles amb els seus pressupòsits (i integrar-los en el nivell concret en què són compatibles) de manera que puguin utilitzar-se en forma flexible, harmoniosa i integrada, basant-se en l'especial capacitat d'un determinat model, metodologia, estratègia o tècnica per oferir solucions a un problema concret. I tenint en compte que, ja que es dona una exuberància de possibilitats, aquestes s'ajustin a l'idiosincràtic del procés entre un client concret, amb les seves capacitats terapèutiques específiques i les seves limitacions per utilitzar determinats tipus de recursos que el terapeuta li ofereix. Un client tindrà més facilitat que un altre per treballar amb l'activitat imaginària; un altre per realitzar a casa tasques d'introspecció, etc. I un terapeuta concret, també amb les seves capacitats i limitacions específiques, tant de tipus informatiu-formatiu com de tipus personal. Un terapeuta pot conèixer molt bé algun dels models, metodologies, estratègies i tècniques que proposen, i desconèixer-ne altres i tenir més soltesa amb uns que amb altres.
No es tracta que cada terapeuta ho conegui o ho domini tot. Sí, en canvi, és important que tingui recursos -és a dir que conegui en profunditat i sàpiga aplicar-los- per manejar intervencions en els diferents subsistemes de la personalitat: cognitiu, emocional, pràxic, relacional, etc.
No obstant això, hi ha models més potents que altres per a determinades àrees i per a determinades fases. Per això s'han elaborat uns criteris de selecció de models, metodologies, estratègies i tècniques per a cadascun dels més de cent problemes detectats.
D'altra banda, no es tracta d'una integració aleatòria, sinó més aviat complementària, tenint en compte la compatibilitat de la intervenció concreta amb els pressupòsits del model, alhora que optimitzant aquella faceta del model, metodologia, etc., que destaca per la seva especial eficàcia. Per exemple: no els semblen incompatibles certs enfocaments postrogerians, com el d'Egan amb la Psicoteràpia dels Constructes Personals de Kelly. Rogers va oferir la seva concepció de determinades actituds del terapeuta, acceptades en la Psicoteràpia Constructivista. Egan va operativitzar aquestes actituds en forma més pràctica i concreta que Rogers. Ara bé, la Psicologia dels Constructes Personals, sense ser oposada a aquests models, aprofundeix i afina més i millor en algunes anàlisis i metodologies per a la comprensió del món intern del client. Així mateix, ha desenvolupat i sistematitzat millors estratègies de canvi del model representacional. De igual manera ocorre en un gran nombre d'àrees. L'Anàlisi Transaccional, per exemple, ha desenvolupat una molt bona teoria entorn de les emocions (teoria de les emocions prohibides i paràsites, la seva vinculació amb les creences i conductes, la seva capacitat manipulativa, etc.). La Psicoteràpia de la Gestalt i bona part de les psicosomatoteràpies han desenvolupat múltiples recursos perquè el client connecti amb l'emoció autèntica amagada sota les repressions i manipulacions emocionals. Així doncs, potser val la pena utilitzar conjuntament ambdues psicoteràpies, per provocar el canvi terapèutic i elaborar i solidificar aquest canvi mitjançant la comprensió de la gènesi i la finalitat del símptoma i de la nova alternativa.
Per a cadascun d'aquests problemes s'han elaborat algunes pautes de solució, en les quals es combinen en forma integrada tècniques verbals, imaginàries o psicocorporals procedents de diferents models, preferentment, encara que no exclusivament, de les psicoteràpies de línia experiencial, tals com la Psicoteràpia de la Gestalt, l'Anàlisi Transaccional, el Focusing, o el Psicodrama, la Psicosíntesis, models amb utilització prioritària de tècniques amb imatges i fantasia, i tècniques procedents de teràpies psicocorporals, juntament amb intervencions procedents d'altres models, quan són compatibles, en el nivell en què s'utilitzen, amb els principis i criteris enumerats en l'intervenció anterior.
Les pautes de solució apuntades poden trobar-se formulades en el nivell més concret, destinat a produir canvis intrasessió i canvis intersessió, o bé formular-se en un nivell més estratègic, a manera de conjunt d'intervencions per aconseguir canvis a mitjà termini, dins el procés terapèutic.

## El context existencial.
La concentració en la sessió terapèutica en el problema concret que pertorba el fluir vital de la persona, no pot perdre de vista el conjunt dins el qual s'insereix (alguna cosa així com el pintor que després de donar unes quantes pinzellades s'allunya del quadre per veure’l en la seva impressió global). En aquest sentit, es dona dins el procés terapèutic un anar i tornar del problema concret a la visió de conjunt del projecte existencial (o absència del mateix) en el protagonista de la teràpia. Les aportacions d'autors de la línia existencial tals com Rollo Maig o Viktor Frankl, així com el conjunt d'eines concretes que ofereix el model de l'Anàlisi Transaccional per al treball amb aquest tema, a propòsit de l'anomenat “guió de la vida”, resulten molt útils i àmplies i permeten tractar-les a manera de carcasses on s'ubiquen i prenen color específic els problemes abans enumerats.